# Papelillo (Morropón)
Papelillo es un caserío peruano ubicado en el distrito de Chulucanas, perteneciente a la provincia de Morropón del departamento de Piura, al norte del Perú. 

## Ubicación
Papelillo se ubica al noroeste de la provincia de Morropón, en el distrito de Chulucanas, en el departamento de Piura.

## Demografía
En 2017 Papelillo tenía una población de 367 habitantes.
| Gráfica de evolución demográfica de Papelillo entre 1993 y 2017 |
|                                                                 |
| Fuentes: Población 1993 y 2017                                  |